# Klasztor Andechs

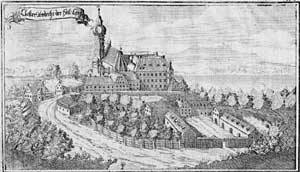
Klasztor Andechs, miedzioryt Johanna Ulricha Krausa, [w:] Anton Wilhelm Ertl, Churbaierischen Atlas, 1687

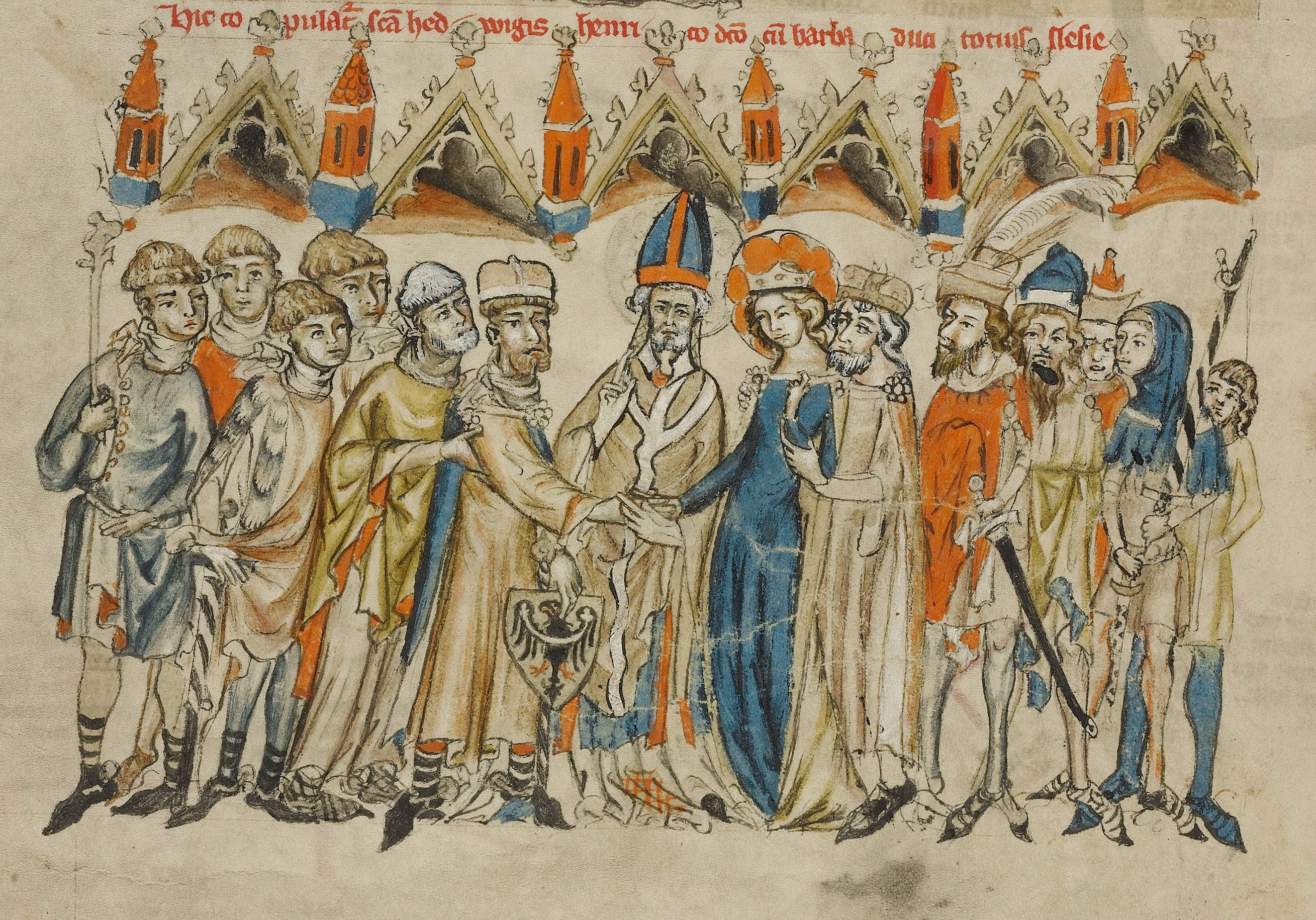
Ślub Henryka I Brodatego z Jadwigą z Andechs, według ikonografii z XIV w.

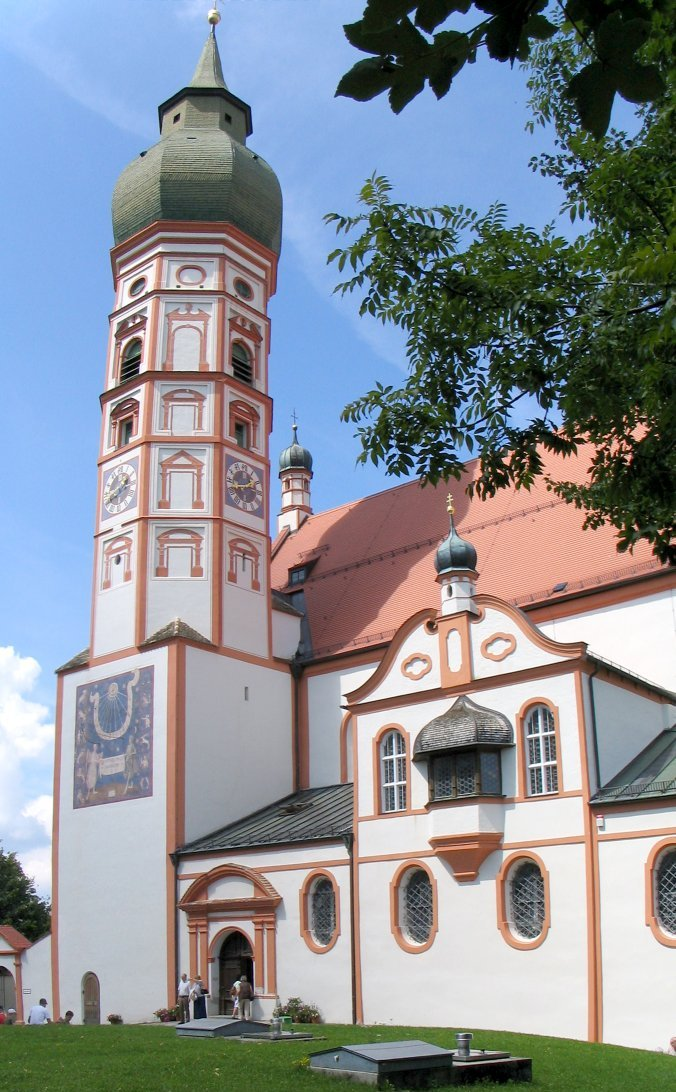
Kościół przyklasztorny św. Mikołaja i św. Elżbiety

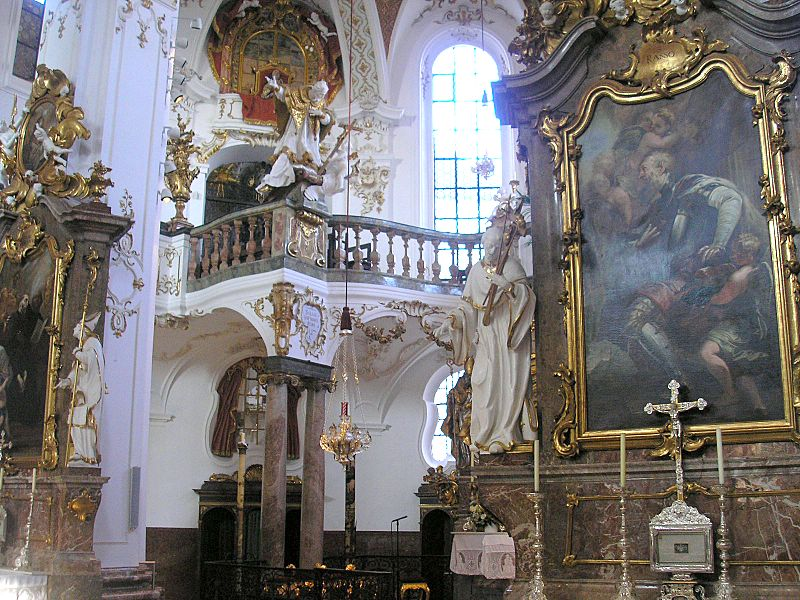
Kościół przyklasztorny, chór

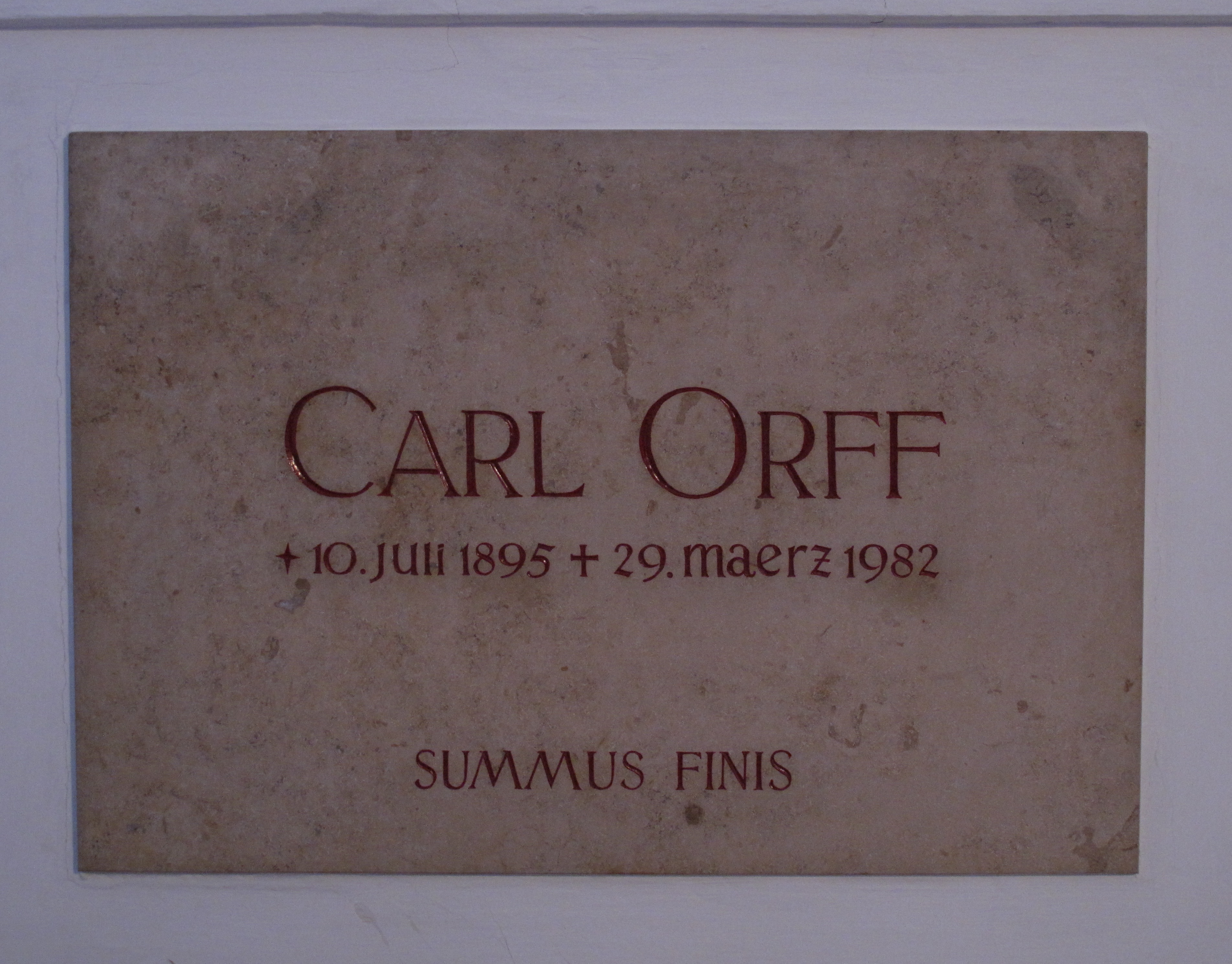
Nagrobek Carla Orffa

Klasztor Andechs (niem. Kloster Andechs) – klasztor benedyktyński na wzgórzu Heiliger Berg w Andechsie na wschodnim brzegu jeziora Ammersee w górnej Bawarii w południowych Niemczech.
Zabudowania klasztorne postawiono w miejscu dawnego zamku Andechs, siedziby dynastii Andechs, z której pochodziła św. Jadwiga. Od 1850 klasztor podlega opactwu św. Bonifacego w Monachium.
Przyklasztorny kościół św. Mikołaja, św. Elżbiety i św. Marii słynie z rokokowych wnętrz, sztukaterii i fresków autorstwa Johanna Baptisty Zimmermanna. W skarbcu klasztornym znajduje się wiele relikwii, m.in. kości czaszki św. Jadwigi. Obok Altötting, Andechs jest najważniejszym celem pielgrzymek w Bawarii.
Klasztor znany jest z warzonego tu piwa Andechser.

## Historia

### Zamek Andechs
Historia Andechsu sięga X w., kiedy to, wedle legendy graf Rasso (880-954) przywiózł z wyprawy do Rzymu i Ziemi Świętej relikwie, dla których ufundował klasztor w Wörth (obecnie Grafrath). W obliczu najazdu Węgrów relikwie zostały ewakuowane do kaplicy na wzgórzu zamkowym, dając początek słynnemu świętemu skarbowi (niem. Heiliger Schatz).
W 1068 pojawiła się po raz pierwszy nazwa Andehsa. W 1128 graf Bertold II zarządził pierwsza pielgrzymkę do znajdujących się w Andechsie relikwii. W 1132 grafowie Andechs przekazali swoją siedzibę w Dießen am Ammersee Stolicy Apostolskiej i przenieśli się do zamku Andechs.
W 1176 przyszła tu na świat Jadwiga (1176–1243), córka grafa Bertolda IV i jego żony Agnieszki z rodu Wettynów, późniejsza święta. W 1186 Jadwiga poślubiła na zamku Andechs księcia śląskiego Henryka I Brodatego.
W 1180 cesarz Fryderyk I Barbarossa podarował Bertoldowi IV księstwo Meranii. W 1189 Bertold IV wyruszył z Ratyzbony na wyprawę krzyżową. Na życzenie Barbarossy przywodził jednemu z czterech hufców rycerskich.
W XII w. Andechs otrzymał w darze relikwie trzech świętych hostii (niem. Heilige Drei Hostien). Dwie z nich były konsekrowane przez papieża Grzegorza I a jedna przez Leona IX.
W 1208 książęta Andechs-Meran zostali posądzeni o udział w zamordowaniu w Bambergu króla Filipa Szwabskiego. W 1211–1220 książęta zostali uniewinnieni i zrehabilitowani.
W 1235–36 papież Grzegorz IX wyniósł na ołtarze Elżbietę Węgierską, córkę króla Węgier Andrzeja II z dynastii Arpadów i Gertrudy z Meran, córki Bertolda IV.
Wraz ze śmiercią Ottona II w 1248 wymarła męska linia książąt Andechsu-Meranu. Włości książęce zostały przejęte przez ród Wittelsbachów a zamek zniszczony w czasie walk z Wittelsbachami. Relikwie udało się ukryć, lecz miejsce ich ukrycia pozostawało nieznane.
W 1270 książę Ludwik III rozpoczął odbudowę kościoła w Andechsie.

### Klasztor Andechs
26 maja 1388 pod ołtarzem św. Mikołaja dawnej kaplicy zamkowej odnalazły się zagubione relikwie i zostały przeniesione do kaplicy dworskiej św. Laurentego w Monachium. W 1391–92 zapadła decyzja o założeniu w Andechsie klasztoru, by roztoczyć opiekę nad relikwiami i pielgrzymami. Pierwsza wzmianka o klasztorze pochodzi z 1392 kiedy to biskup Johann z Ratyzbony informuje w liście o odpustach udzielonych dla miasta Monachium oraz klasztoru Andechs.
W 1394 powróciły do klasztoru z Monachium trzy święte hostie.
W 1416 Andechs został podporządkowany zakonnikom z Dießen (niem. Diessener Chorherrenstift). W 1423 książę Ernest zlecił wybudowanie tu trójnawowego kościoła halowego, a wzgórze nazwał Świętą Górą (niem. Heiliger Berg). Do 1425 wróciły do Andechsu pozostałe relikwie.
W 1438 wspomniano po raz pierwszy przyklasztorną gospodę.
17 marca 1455 książę Albrecht III założył tu klasztor benedyktyński i sprowadził mnichów z klasztoru w Tegernsee. W 1458 opatem klasztoru został Eberhard Stöckling a klasztor uniezależnił się od zakonników w Tegernsee.
W 1669 klasztor wraz z zabudowaniami strawił wielki pożar wywołany uderzeniem pioruna. Odbudowę klasztoru ukończono w 1675. Wtedy też wzniesiono słynną wieżę kościoła przyklasztornego zwieńczoną barokowym dachem cebulastym.
Z okazji trzechsetnej rocznicy powstania klasztoru w 1755, opat Bernhard Schütz zlecił przebudowę kościoła w duchu rokoko malarzowi dworskiemu z Monachium Johannowi Zimmermannowi (1680-1758), który sporządził plany prac i nadzorował całe przedsięwzięcie. Ponadto osobiście wykonał m.in. sztukaterie sufitowe, ścienne i kolumnowe oraz freski na sufitach w nawie głównej, nawach bocznych i zakrystii.
Obok Zimmermanna nad wystrojem kościoła pracowali również: rzeźbiarz dworski Johann Baptist Straub (1704–1784), rzeźbiarze szkoły weilheimskiej Franz Xaver Schmädl (1705–1777) i Hans Degler, (ok. 1570–1634/35), malarz dworski Johann Andreas Wolff (1652–1716), malarz Elias Greiter Młodszy (1595–1641/42) oraz złotnik monachijski Johann Michael Roth (zm. ok. 1763). Rokokowe wnętrza zachowały się po dziś dzień.

### XIX–XX wiek
W procesie sekularyzacji w 1803 klasztor Andechs został rozwiązany. W 1846 król Bawarii Ludwik I Wittelsbach nabył Andechs a w 1850 przekazał go założonemu wcześniej klasztorowi benedyktyńskiemu św. Bonifacego w Monachium.
W 1929 wrocławski kardynał Adolf Bertram przekazał klasztorowi relikwie św. Jadwigi.
W okresie II wojny światowej w klasztorze przechowywano dobra kultury. Od 1971 Andechs jest miejscem pochówku członków rodziny Wittelsbachów. W jednej z kaplic bocznych kościoła przyklasztornego, tzw. Schmerzhafte Kapelle, znajduje się grób kompozytora Carla Orffa. Od 1992 w klasztorze odbywają się coroczne festiwale muzyczne „Orff w Andechsie“ (niem. Orff in Andechs).

## Opaci

### Klasztor Andechs
Od założenia klasztoru do jego sekularyzacji w 1803 klasztor miał 14 opatów:
| Eberhard Stöcklin z Wolfratshausen (1458–1462)       | Johannes I. Hausmann z Landsberga (1462–1475)                     | Andreas Örtl z Tölz (1475–1492)                   |  |
| Johann von Schrattenbach z Dietmannsried (1492–1521) | Christoph Riedter, Edler von Bocksberg koło Wertingen (1521–1529) | David Aichler (1588–1596), z klasztoru Ottobeuren |  |
| Chrysostomus Huttler (zm. 1610)                      | Michael Einslin (1610–1640)                                       | Maurus Friesenegger (1640–1655)                   |  |
| Maurus Rambeck (1666–1685)                           | Bernhard Schütz z Wessobrunn (1746–1759)                          | Meinrad Moosmüller (1759–1767)                    |  |
| Joseph Hörl (1767–1775)                              | Gregor Rauch (1791–1803)                                          |                                                   |  |

### Opaci klasztoru św. Bonifacego w Monachium i Andechsie
| Paul Birker (1850–1854)   | Bonifaz von Haneberg (1854–1872) | Benedikt Zenetti (1872–1904) |  |
| Gregor Danner (1904–1919) | Bonifaz Wöhrmüller (1919–1951)   | Hugo Lang (1951–1964)        |  |
| Odilo Lechner (1964–2003) | Johannes Eckert (od 2003)        |                              |  |

## Przedsiębiorstwo „Klasztor Andechs“

### Browar
Piwo warzono w Andechsie już w średniowieczu. W 1455 książę Albrecht III założył tu oficjalny browar przyklasztorny. Mnisi przez wieki pielęgnowali tradycje browarnicze, stale udoskonalając swe receptury.
Obecnie, przyklasztorny browar należy do opactwa św. Bonifacego w Monachium i Andechsie. Roczna produkcja piwa wynosi 100.000 hl. Piwa Andechser można skosztować w przyklasztornej gospodzie.

### Marka Kloster Andechs
Klasztor sprzedaje licencje firmom, które produkują według receptur klasztornych i w ramach partnerstwa z klasztorem mogą używać marki Kloster Andechs. Asortyment jest bogaty, od bułek i sera po tabakę produkowaną przez firmę Pöschl Tabak GmbH .

### Ziołolecznictwo
W latach 1763–1811 klasztor posiadał aptekę, która po sekularyzacji stała się apteką okręgową. Obecnie klasztor nie sporządza i nie sprzedaje żadnych leków samodzielnie. Medykamenty według starych receptur klasztornych produkowane są przez firmę zewnętrzną, która otrzymała od klasztoru licencję. Produkowane są ekstrakty roślinne m.in. z arniki, baldrianu i mirry.
Klasztor do tej pory jest w posiadaniu historycznego spisu składników aptekarskich, tzw. Andechser Apothekenliste, sporządzonego ok. 1392. Dokument zawiera listę leków powszechnie używanych w czasach średniowiecza, opisy chorób, rady odnośnie do zbierania ziół oraz receptury mikstur leczniczych.